# Michel Trabant
Michel Trabant (* 11. Mai 1978 in Berlin) ist ein ehemaliger deutscher Boxer und heutiger Boxtrainer.

## Amateur
Trabant begann im Alter von zehn Jahren mit dem Boxen und absolvierte 53 Amateurkämpfe mit 48 Siegen bei vier Niederlagen und einem Unentschieden. 1994 wurde er Internationaler Deutscher Juniorenmeister. Der letzte Amateur, der Michel Trabant vor seinem Wechsel ins Profilager bezwingen konnte, war Jörg Thieme bei der Deutschen Jugendmeisterschaft 1994.

## Profikarriere
1995 wurde Michel Trabant im Alter von 16 Jahren Profi bei Universum Box-Promotion und boxte anfangs im Leicht- und Halbweltergewicht. Im Oktober 1997 wurde durch KO-Sieg der zweiten Runde über Titelverteidiger Mike Reissmann Deutscher Meister im Weltergewicht. 2002 gewann er den Europameistertitel im Weltergewicht und verteidigte ihn zweimal, unter anderem gegen den Franzosen Frederic Klose.
Anschließend trat er am 13. September 2003 gegen Jose Luis Rivera im Kampf um den WBA-Titel an. Der Gürtel wurde vakant, nachdem der ursprüngliche Titelträger Ricardo Mayorga nach der Vereinigung des WBA- mit dem WBC-Titel zum „WBA-Superchampion“ befördert wurde. Im Kampf musste Trabant in der zweiten Runde zu Boden und verlor schließlich durch eine knappe Punktentscheidung, die erste Niederlage seiner Profikarriere.
Im Juli 2004 unterlag er Frederic Klose in einem EM-Kampf nach Punkten. Im Februar 2006 gewann er den EU-Titel (nicht zu verwechseln mit der angestammten EM der EBU). Nach dem Kampf gegen Marco Cattikas am 6. Mai 2006 wurde er positiv auf Anabolika getestet und mit einer einjährigen Sperre belegt. Nach der Dopingsperre setzte er seine Karriere beim Promoter Wilfried Sauerland fort. Am 9. Februar 2008 boxte Trabant in den USA gegen den ungeschlagenen Andre Berto und verlor zum ersten Mal in seiner Karriere vorzeitig, als der Kampf nach der sechsten Runde vom Ringrichter abgebrochen wurde.

## Sonstiges
Trabant hat einen Sohn aus einer früheren Ehe, sein Bruder Stephan Trabant war ebenfalls Profiboxer.
Ab Herbst 2006 trat Michel Trabant als Nebenkläger in einem Prozess gegen seinen ehemaligen Trainer Werner Papke auf, der sich wegen sexuellen Missbrauchs an vier seiner Boxschüler vor dem Berliner Landgericht verantworten musste. Als Jugendlicher wohnte Trabant zeitweise bei Papke. Im April 2008 wurde Papke zu dreieinhalb Jahren Haft verurteilt.
Im Dezember 2010 schlug Michel Trabant in einer Berliner Diskothek einer damals 23-jährigen Besucherin ins Gesicht, nachdem diese einen Streit zwischen Trabants Ehefrau und einer anderen Besucherin schlichten wollte. Hierfür wurde Trabant am 29. Mai 2012 vom Berliner Amtsgericht zu einer Geldstrafe von 1.350 Euro verurteilt.